# Stericycle
Stericycle é uma empresa de coleta estadunidense, sediada em Bannockburn. Cindy Miller tornou-se diretora executiva em maio de 2019. 